# Вичинато ле Басе (Перуђа)
Вичинато ле Басе је насеље у Италији у округу Перуђа, региону Умбрија.
Према процени из 2011. у насељу је живело 91 становника. Насеље се налази на надморској висини од 188 м.